# 站敏乡
站敏乡，是中华人民共和国新疆维吾尔自治区喀什地区疏附县下辖的一个乡镇级行政单位。

## 行政区划
站敏乡下辖以下地区：
木苏玛村、木苏玛阿恰皮拉勒村、木苏玛阔恰村、伊尼萨克村、斯提拉村、亚玛希拉村、吾鲁格汗博依村、站敏村、其格曼村、库勒且克艾日克村、英勒克村、阿亚克克孜勒克村、纳斯村、尤喀克克孜勒克村、库恰村、库若勒村、阿依丁村、尤喀克斯提拉村和尤喀克站敏村。